# Webbers Falls
Webbers Falls is een plaats (town) in de Amerikaanse staat Oklahoma, en valt bestuurlijk gezien onder Muskogee County.

## Demografie
Bij de volkstelling in 2000 werd het aantal inwoners vastgesteld op 726.
In 2006 is het aantal inwoners door het United States Census Bureau geschat op 721, een daling van 5 (-0,7%).

## Geografie
Volgens het United States Census Bureau beslaat de plaats een oppervlakte van
10,1 km², geheel bestaande uit land. Webbers Falls ligt op ongeveer 146 m boven zeeniveau.

## Plaatsen in de nabije omgeving
De onderstaande figuur toont nabijgelegen plaatsen in een straal van 12 km rond Webbers Falls.